# N. de Morera

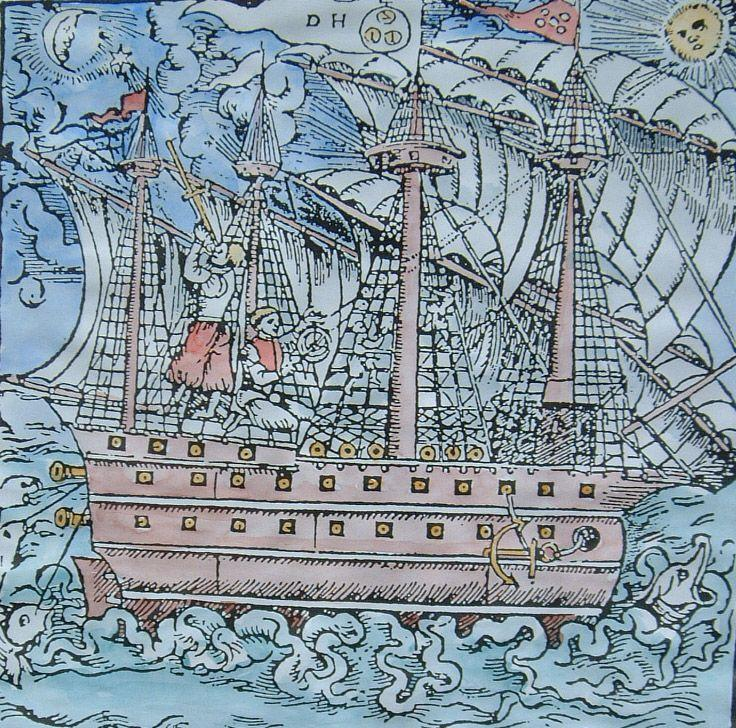
Pilot d'altura s.XVI

N. de Morera, nom que li atribueix el seu coetani Fra Juan de Torquemada i la majoria d'autors, fou un pilot europeu del que es diu va ser abandonat, en trobar-se indisposat, a la costa de Nova Albió per Sir Francis Drake el 1579, d'on va tornar caminant fins a Mèxic, un cop recuperat de la malaltia (unes 500 milles al llarg de quatre anys).

## Primer europeu en veure la badia de San Francisco
En cas de ser certs els fets, seria el primer europeu que va veure la Badia de San Francisco i probablement qui va establir la incorrecta idea que Califòrnia era una illa. Algunes referències, no coetànies, li atribueixen el nom de "N. de Morena."